# Curling-Europameisterschaft 1976
Die Curling-Europameisterschaft 1976 der Männer und Frauen fand vom 1. bis 5. Dezember in West-Berlin in der Bundesrepublik Deutschland statt.

## Turnier der Männer

### Teilnehmer
| Dänemark                                                                              | BR Deutschland                                                                                  | England                                                                                 |
| ------------------------------------------------------------------------------------- | ----------------------------------------------------------------------------------------------- | --------------------------------------------------------------------------------------- |
| Skip: John Olsen Third: John Christiansen Second: Jørn Blach Lead: Peter Haase        | Skip: Klaus Kanz Third: Manfred Schulze Second: Hans Österreicher Lead: Eckart Jahn             | Skip: Derek R. Thornton Third: Kenneth Duncan Second: John D. Kerr Lead: Charles Nevett |
| Frankreich                                                                            | Italien                                                                                         | Norwegen                                                                                |
| Skip: Pierre Boan Third: André Mabboux Second: Pierre Duclos Lead: Georges Panisset   | Skip: Giuseppe dal Molin Third: Andrea Pavani Second: Enea Pavani Lead: Giorgio Vani            | Skip: Kristian Sørum Third: Morten Sørum Second: Gunnar Meland Lead: Gunnar Sigstadstø  |
| Schweden                                                                              | Schweiz                                                                                         | Schottland                                                                              |
| Skip: Jens Håkansson Third: Thomas Håkansson Second: Per Lindeman Lead: Lars Lindgren | Skip: Peter Attinger Third: Bernhard Attinger Second: Matti Neuenschwander Lead: Ruedi Attinger | Skip: Jim Steele Third: Lockart Steele Second: Ian Fairbairn Lead: Jon Veitch           |

### Round Robin
| Draw | Begegnung                 | Resultat | Begegnung                   | Resultat | Begegnung                   | Resultat | Begegnung                 | Resultat |
| ---- | ------------------------- | -------- | --------------------------- | -------- | --------------------------- | -------- | ------------------------- | -------- |
| 1    | Norwegen – Schweiz        | 9-6      | Schweden – Dänemark         | 9-7      | BR Deutschland – Italien    | 7-5      | Schottland – Frankreich   | 10-20    |
| 2    | Schottland – Norwegen     | 4-2      | BR Deutschland – England    | 7-6      | Schweiz – Schweden          | 8-7      | Frankreich – Italien      | 8-7      |
| 3    | Norwegen – Italien        | 10-30    | Schweiz – Dänemark          | 4-3      | Frankreich – England        | 10-30    | Schweden – Schottland     | 10-70    |
| 4    | Norwegen – England        | 10-70    | Frankreich – BR Deutschland | 10-30    | Dänemark – Schottland       | 8-2      | Schweden – Italien        | 13-30    |
| 5    | Norwegen – BR Deutschland | 7-4      | Schweiz – Schottland        | 12-40    | Italien – Dänemark          | 8-7      | Schweden – England        | 15-40    |
| 6    | Norwegen – Frankreich     | 7-2      | Schweiz – Italien           | 10-40    | Schweden – BR Deutschland   | 12-40    | Dänemark – England        | 12-80    |
| 7    | Schottland – Italien      | 9-5      | Schweden – Frankreich       | 12-10    | Schweiz – England           | 13-20    | Dänemark – BR Deutschland | 8-5      |
| 8    | Norwegen – Schweden       | 10-40    | Schottland – England        | 8-2      | Frankreich – Dänemark       | 12-50    | Schweiz – BR Deutschland  | 10-40    |
| 9    | Norwegen – Dänemark       | 13-40    | Italien – England           | 8-5      | Schottland – BR Deutschland | 8-5      | Schweiz – Frankreich      | 10-50    |

| Schlüssel | Schlüssel |
| --------- | --------- |
|           | Play-off  |

| Platz | Team           | Spiele | Siege | Ndlg. |
| ----- | -------------- | ------ | ----- | ----- |
| 1.    | Norwegen       | 8      | 7     | 1     |
| 2.    | Schweiz        | 8      | 7     | 1     |
| 3.    | Schweden       | 8      | 6     | 2     |
| 4.    | Schottland     | 8      | 5     | 3     |
| 5.    | Frankreich     | 8      | 4     | 4     |
| 6.    | Dänemark       | 8      | 3     | 5     |
| 7.    | BR Deutschland | 8      | 2     | 6     |
| 8.    | Italien        | 8      | 2     | 6     |
| 9.    | England        | 8      | 0     | 0     |

### Play-off
|  | Halbfinale | Halbfinale | Halbfinale |  |  | Finale | Finale   | Finale |
|  |            |            |            |  |  |        |          |        |
|  |            |            |            |  |  |        |          |        |
|  | 3          | Schweden   | 7          |  |  |        |          |        |
|  | 2          | Schweiz    | 11         |  |  |        |          |        |
|  |            |            |            |  |  | 2      | Schweiz  | 9      |
|  |            |            |            |  |  | 1      | Norwegen | 6      |
|  | 1          | Norwegen   | 8          |  |  |        |          |        |
|  | 4          | Schottland | 7          |  |  |        |          |        |
|  |            |            |            |  |  |        |          |        |

### Endstand
| Platz | Land           |
| ----- | -------------- |
| 1     | Schweiz        |
| 2     | Norwegen       |
| 3     | Schottland     |
| 3     | Schweden       |
| 5     | Frankreich     |
| 6     | Dänemark       |
| 7     | BR Deutschland |
| 8     | Italien        |
| 9     | England        |

## Turnier der Frauen

### Teilnehmer
| BR Deutschland                                                                           | Frankreich                                                                             | England                                                                                         |
| ---------------------------------------------------------------------------------------- | -------------------------------------------------------------------------------------- | ----------------------------------------------------------------------------------------------- |
| Skip: Sibylle Pokorn Third: Helene Ruf Second: Gisela Tappeser Lead: Bronia Kornecki     | Skip: Paulette Delachat Third: Suzanne Parodi Second: Erna Gay Lead: Francoise Duclos  | Skip: Connie Miller Third: Susan Hinds Second: Christine Black Lead: Faeda Fischer              |
| Italien                                                                                  | Norwegen                                                                               | Schweden                                                                                        |
| Skip: Maria-Grazzia Costantini Third: Tea Valt Second: Ann Lacedelli Lead: Marina Pavani | Skip: Eli Kolstad Third: Ellen Christensen Second: Heidi Wanggaard Lead: Kirsten Vaule | Skip: Elisabeth Branäs Third: Elisabeth Högström Second: Eva Rosenhed Lead: Anne-Marie Ericsson |
| Schweiz                                                                                  | Schottland                                                                             |                                                                                                 |
| Skip: Ulrica Baer Third: Mengia Baumgartner Second: Regula Suter Lead: Melanie Bischof   | Skip: Sandra South Third: Sheena Hay Second: Margareth Ross Lead: Elisabeth Manson     |                                                                                                 |

### Round Robin
| Schlüssel | Schlüssel |
| --------- | --------- |
|           | Play-off  |

| Platz | Team           | Spiele | Siege | Ndlg. |
| ----- | -------------- | ------ | ----- | ----- |
| 1.    | Schweden       | 7      | 6     | 1     |
| 2.    | Schottland     | 7      | 5     | 2     |
| 3.    | Frankreich     | 7      | 5     | 2     |
| 4.    | England        | 7      | 4     | 3     |
| 5.    | Schweiz        | 7      | 4     | 3     |
| 6.    | BR Deutschland | 7      | 3     | 4     |
| 7.    | Norwegen       | 7      | 1     | 6     |
| 8.    | Italien        | 7      | 0     | 7     |

| Draw | Begegnung                 | Resultat | Begegnung                   | Resultat | Begegnung                   | Resultat | Begegnung                | Resultat |
| ---- | ------------------------- | -------- | --------------------------- | -------- | --------------------------- | -------- | ------------------------ | -------- |
| 1    | Schweden – Norwegen       | 11-2     | Schweiz – Italien           | 10-4     | Schottland- Frankreich      | 11-6     | England – BR Deutschland | 12-6     |
| 2    | Frankreich – Norwegen     | 12-4     | BR Deutschland – Italien    | 10-4     | Schweden – England          | 12-4     | Schottland – Schweiz     | 11-4     |
| 3    | Schweiz – Norwegen        | 9-2      | Schweden – BR Deutschland   | 10-4     | Schottland – England        | 8-5      | Frankreich – Italien     | 9-6      |
| 4    | Schottland – Norwegen     | 12-5     | Frankreich – England        | 13-3     | Schweiz – BR Deutschland    | 8-7      | Schweden – Italien       | 10-4     |
| 5    | Norwegen – Italien        | 13-8     | BR Deutschland – Schottland | 7-4      | Frankreich – Schweden       | 8-5      | England – Schweiz        | 9-7      |
| 6    | England – Norwegen        | 11-2     | Schottland – Italien        | 15-4     | Frankreich – BR Deutschland | 9-8      | Schweden – Schweiz       | 10-8     |
| 7    | BR Deutschland – Norwegen | 8-6      | Schweden – Schottland       | 14-3     | Schweiz – Frankreich        | 8-7      | England – Italien        | 10-8     |

| Schlüssel | Schlüssel |
| --------- | --------- |
|           | Play-off  |

| Platz | Team           | Spiele | Siege | Ndlg. |
| ----- | -------------- | ------ | ----- | ----- |
| 1.    | Schweden       | 7      | 6     | 1     |
| 2.    | Schottland     | 7      | 5     | 2     |
| 3.    | Frankreich     | 7      | 5     | 2     |
| 4.    | England        | 7      | 4     | 3     |
| 5.    | Schweiz        | 7      | 4     | 3     |
| 6.    | BR Deutschland | 7      | 3     | 4     |
| 7.    | Norwegen       | 7      | 1     | 6     |
| 8.    | Italien        | 7      | 0     | 7     |

### Play-off
|  | Halbfinale | Halbfinale | Halbfinale |  |  | Finale | Finale     | Finale |
|  |            |            |            |  |  |        |            |        |
|  |            |            |            |  |  |        |            |        |
|  | 1          | Schweden   | 13         |  |  |        |            |        |
|  | 4          | England    | 2          |  |  |        |            |        |
|  |            |            |            |  |  | 1      | Schweden   | 13     |
|  |            |            |            |  |  | 3      | Frankreich | 4      |
|  | 3          | Frankreich | 13         |  |  |        |            |        |
|  | 2          | Schottland | 2          |  |  |        |            |        |
|  |            |            |            |  |  |        |            |        |

### Endstand
| Platz | Land           |
| ----- | -------------- |
| 1     | Schweden       |
| 2     | Frankreich     |
| 3     | England        |
| 4     | Schottland     |
| 5     | Schweiz        |
| 6     | BR Deutschland |
| 7     | Norwegen       |
| 8     | Italien        |